# Sven Höglund
Sven Gustaf Alvar Höglund (Uppsala, 23 ottobre 1910 – Stoccolma, 21 agosto 1995) è stato un ciclista su strada svedese.

## Palmarès
- Giochi olimpici

Los Angeles 1932: bronzo nella corsa a squadre.